# Еберхард Финк
Еберхард Финк (на немски: Eberhard Finckh) е германски оберст от Вермахта, участвал в опита за убийство на фюрера Адолф Хитлер от 20 юли 1944 г.

## Биография
Финк е роден в Купферцел, Баден-Вюртемберг. Израства в Бад Урах и Щутгарт и се присъединява към имперската армия през 1917 г. и след това към Райхсвер. През 1927 г. е командирован във Военната академия в Берлин - Моабит, където по-късно се запознава с Клаус фон Щауфенберг. През Втората световна война за първи път служи в Полша и на Източния фронт като ръководител на 6-а армия и през 1943 г. за Група армии „Юг“. След това служи под ръководството на генерал Гюнтер Блумгрит като главен командир в Париж и участва в планирането на опита за преврат на запад, свързан със заговора от 20 юли с генерал-полковник Карл-Хайнрих фон Щюлпнагел.
На 20 юли 1944 г. е уведомен по телефона от Цозен, че Хитлер е убит, и с други офицери е свикан на среща в офиса на фон Щюлпнагел с предварително заявени заповеди за арестуването на висши служители на Гестапо, СС и СД в Париж.
След неуспеха на опита за преврат Финк е арестуван от Гестапо, разпитван надълго и освободен от армията. След това е изправен пред Народна съдебна палата на 30 август 1944 г. с фон Щюлпнагел, който се е ослепил при опит за самоубийство. Осъден на смърт и екзекутиран, като е обесен същия ден в затвора в Пльоцензе, Берлин.